# Варлаамски манастир
Варлаамският манастир (на гръцки: Μονή Βαρλαάμ), известен и под името „Вси Светии“ (на гръцки: Αγίων Πάντων), е един от шестте действащи православни манастири на Метеора. Разположен е върху отвесна скала с височина 373 m, югоизточно от манастира „Преображение Господне“ и северозападно от женския Русански манастир.

## История
Името си манастирът получава по името на монаха Варлаам, който пръв се изкачил на скалата на манастира около 1350 г. и построил там малка църква посветена на тримата светители Василий Велики, Григорий Двоеслов и Йоан Златоуст. След смъртта му скалата остава необитаема почти две столетия.
За истински основатели на манастира обаче се смятат братята Нектарий и Теофанис Апсарадес, които се заселват на Метеора през 1510 г. Апсарадес е стара и богата фамилия от град Янина. И двамата братя стават монаси през последните години на XV век, и първоначално се подвизават в Янина, по-късно в манастира Дионисиат в Света гора и накрая се установяват на Метеора. След като в продължение на 7 години пребивават в манастира Големия Метеор, през 1518 г. двамата братя се качват на скалата за да възстановят църквата църквата на Трима Светители, построена от Варлаам.
След възстановяването на църквата братята монаси остават да живеят на скалата и постепенно към тях се присъединяват и други монаси, като към средата на ХVІ век броят им достига 30 души.
Когато монасите се увеличават, през 1541 – 42 г. се построява нова просторна църква с два купола – по подобие на Атонските църкви, посветена на Вси Светии, която става католикон на манастира. При това изкачването на строителните материали на скалата отнема 22 години, а самото строителство – само 20 дни. Теофан умира на 17 май 1544 г., а Нектарий – на 17 април 1550 г. Братята основатели са погребани под югоизточния неф на църквата, и на надгобията им са изобразени да държат модел на храма.
В годините на разцвет в манастира живеят около 35 монаси. През XVII век започва упадък, който продължава до 1961 година. Тогава в манастира се установява ново братство начело с бъдещия митрополит на Пирея и един от видните деятели на гръцката църква Калиник. В това братство е и бъдещият архиепископ на Атина и предстоятел на Гръцката правословна църква Христодул.
Достъпът до манастира се осъществява по дървени стълби, които поради формата на скалите били няколко на брой. По-късно се поставя подемно устройство с мрежа, и едва през 1923 г. в скалата са изсечени 195 стъпала и мост.

## Католикон
Централният храм (католикон) на манастира е посветен на Вси Светии. Построен е бързо, тъй като за основен строителен материал монасите използват бигор. Представлява кръстокуполна църква с две апсиди в южната и северната стена. Надпис на източната стена на храма гласи: „Построен из основи и изписан този божествен и пресят храм на Вси Светии при преподобните йеромонаси родни братя господин Нектарий и господин Теофан в година 1548.“
В югоизточната част на храма се намира гробът на неговите създатели. Под сводоветете на храма се намира надпис с текст: „Нектарий и Теофан – йеромонаси и създатели, от Янина, Апсара. Година – 1542.“
Католиконът е изписан със стенописи, които са изпълнени на два етапа. Първият е датиран от 1548 г., вторият – от 1566 г.
Стенописите са вероятно дело на видния зограф Франкос Кателанос.

## Други манастирски сгради
В северозападния край на скалата се намира еднокорабният параклис „Трима Светители“, построен през 1627 г. на мястото на първоначалната църква построена от Варлаам. Параклисът е изписан през 1637 г. Други важни сгради в манастира от архитектурна гледна точка са старата трапезария, която се използва като музей, манастирската кухня, използвана като изложбена зала, манастирската болница, старопиталището, църквата на Светите Безсребърници. В манастирската библиотека се съхранява и колекция от около 300 ръкописа.

## Галерия
- Второто пришествие
- Монахът Сисой пред гроба на Александър Велики
- Разпъването на кръста